# Neocherentes dilloniorum
Neocherentes dilloniorum là một loài bọ cánh cứng trong họ Cerambycidae.